# Hypopholis sommeri
Hypopholis sommeri är en skalbaggsart som beskrevs av Hermann Burmeister 1855. Hypopholis sommeri ingår i släktet Hypopholis och familjen Melolonthidae. Inga underarter finns listade i Catalogue of Life.